# لي سونغ كيونغ
لي سونغ كيونغ (بالكورية: 이성경) هي ممثلة كورية جنوبية ولدت يوم 10 أغسطس 1990 في غويانغ. بدأت التمثيل في عام 2008، مثلت في مسلسلات جبنة في المصيدة والأطباء في 2016 و الطبيب الرومانسي في 2020.

## الأعمال

### أفلام
| السنة | العنوان | الدور             | مراجع |
| ----- | ------- | ----------------- | ----- |
| 2017  | ترولز   | بوبي (تمثيل صوتي) | [ 4 ] |

### مسلسلات
| السنة     | عنوان                       | الدور        | ملاحظة                  | مراجع               |
| --------- | --------------------------- | ------------ | ----------------------- | ------------------- |
| 2014      | لا بأس، هذا هو الحب         | اوه سو نيو   | دور ثانوي               | [ 5 ]               |
| 2015      | زهرة الملكة                 | كانغ يي سول  | دور رئيسي               | [ 6 ]               |
| 2016      | جبنة في المصيدة             | بايك إن ها   | دور رئيسي               | [ 7 ]               |
| 2016      | الاطباء                     | جين سيو وو   | دور رئيسي               | [ 8 ]               |
| 2016      | جنية رفع الأثقال كيم بوك جو | كيم بوك جو   | دور رئيسي               | [ 9 ] [ 10 ] [ 11 ] |
| 2017      | بينما كنت نائما             |              | الحلقة 11 (دور الكاميو) | [ 12 ]              |
| 2018      | حان الوقت                   | تشوي ميكايلا | دور رئيسي               | [ 13 ]              |
| 2020      | مرة أخرى                    | جي سون كيونغ | الحلقة 53 (دور الكاميو) | [ 14 ]              |
| 2020      | ذكريات الشباب               | جين سيو وو   | الحلقة 12 (دور الكاميو) | [ 15 ]              |
| 2020–2023 | الطبيب الرومانسي 2          | تشا اون جاي  | الموسم الثاني والثالث   | [ 16 ] [ 17 ]       |
| 2022      | الشهاب                      | أوه هان بيول |                         | [ 18 ]              |
| 2023      | يطلق عليه الحب              | شيم وو-جو    |                         | [ 19 ]              |
| 2024      | ركود الطبيب                 | هان وو ري    | الحلقة 6 (دور الكاميو)  | [ 20 ]              |
| 2024      | اللاعب 2                    | لياه         | الحلقة 12 (دور الكاميو) | [ 21 ]              |
| 2025      | الرجل الطيب                 | كانغ مي يونغ |                         | [ 22 ]              |

## روابط خارجية
- لي سونغ كيونغ على موقع IMDb (الإنجليزية)
- لي سونغ كيونغ على موقع قاعدة بيانات الفيلم (الإنجليزية)
- لي سونغ كيونغ على موقع كينوبويسك (الروسية)